# Kent Kinnear
Kent Kinnear (ur. 30 listopada 1966 w Naperville) – amerykański tenisista.

## Kariera tenisowa
Jako zawodowy tenisista Kinnear występował w latach 1988–1999.
Sukcesy Amerykanin odnosił głównie w grze podwójnej, wygrywając 4 turnieje rangi ATP World Tour spośród 19 rozegranych finałów.
W rankingu gry pojedynczej Kinnear najwyżej był na 163. miejscu (13 lipca 1992), a w klasyfikacji gry podwójnej na 24. pozycji (10 sierpnia 1992).

### Finały w turniejach ATP World Tour
| Legenda                                      |
| -------------------------------------------- |
| Wielki Szlem                                 |
| Igrzyska olimpijskie                         |
| Tennis Masters Cup / ATP Finals              |
| ATP Masters Series / ATP Tour Masters 1000   |
| ATP International Series Gold / ATP Tour 500 |
| ATP International Series / ATP Tour 250      |

#### Gra podwójna (4–15)
| Końcowy wynik | Nr  | Data                 | Turniej       | Nawierzchnia    | Partner            | Przeciwnicy                         | Wynik finału  |
| ------------- | --- | -------------------- | ------------- | --------------- | ------------------ | ----------------------------------- | ------------- |
| Finalista     | 1.  | 15 kwietnia 1990     | Tokio         | Twarda          | Brad Pearce        | Mark Kratzmann Wally Masur          | 6:3, 3:6, 4:6 |
| Finalista     | 2.  | 21 kwietnia 1991     | Seul          | Twarda          | Sven Salumaa       | Alex Antonitsch Gilad Blum          | 6:7, 1:6      |
| Finalista     | 3.  | 18 sierpnia 1991     | Indianapolis  | Twarda          | Sven Salumaa       | Ken Flach Robert Seguso             | 6:7, 4:6      |
| Zwycięzca     | 1.  | 15 września 1991     | Brasília      | Dywanowa        | Roger Smith        | Ricardo Acioly Mauro Menezes        | 6:4, 6:3      |
| Finalista     | 4.  | 1 marca 1992         | Scottsdale    | Twarda          | Sven Salumaa       | Mark Keil Dave Randall              | 6:4, 1:6, 2:6 |
| Finalista     | 5.  | 16 marca 1992        | Indian Wells  | Twarda          | Sven Salumaa       | Steve DeVries David Macpherson      | 6:4, 3:6, 3:6 |
| Finalista     | 6.  | 22 marca 1992        | Miami         | Twarda          | Sven Salumaa       | Ken Flach Todd Witsken              | 4:6, 3:6      |
| Finalista     | 7.  | 25 października 1992 | Wiedeń        | Dywanowa (hala) | Udo Riglewski      | Ronnie Båthman Anders Järryd        | 3:6, 5:7      |
| Finalista     | 8.  | 24 kwietnia 1994     | Seul          | Twarda          | Sébastien Lareau   | Stéphane Simian Kenny Thorne        | 4:6, 6:3, 5:7 |
| Finalista     | 9.  | 10 lipca 1994        | Newport       | Trawiasta       | David Wheaton      | Alex Antonitsch Greg Rusedski       | 4:6, 6:3, 4:6 |
| Zwycięzca     | 2.  | 23 października 1994 | Pekin         | Dywanowa (hala) | Tommy Ho           | David Adams Andriej Olchowski       | 7:6, 6:3      |
| Zwycięzca     | 3.  | 6 sierpnia 1995      | Los Angeles   | Twarda          | Brent Haygarth     | Scott Davis Goran Ivanišević        | 6:4, 7:6      |
| Finalista     | 10. | 15 października 1995 | Tel Awiw-Jafa | Twarda          | David Wheaton      | Jim Grabb Jared Palmer              | 4:6, 5:7      |
| Finalista     | 11. | 14 stycznia 1996     | Dżakarta      | Twarda          | Dave Randall       | Rick Leach Scott Melville           | 1:6, 6:2, 1:6 |
| Finalista     | 12. | 14 kwietnia 1996     | Hongkong      | Twarda          | Dave Randall       | Patrick Galbraith Andriej Olchowski | 3:6, 7:6, 6:7 |
| Finalista     | 13. | 28 kwietnia 1996     | Seul          | Twarda          | Kevin Ullyett      | Rick Leach Jonathan Stark           | 4:6, 4:6      |
| Finalista     | 14. | 13 lipca 1997        | Newport       | Trawiasta       | Ałeksandar Kitinow | Justin Gimelstob Brett Steven       | 3:6, 4:6      |
| Zwycięzca     | 4.  | 14 września 1997     | Bournemouth   | Ceglana         | Ałeksandar Kitinow | Alberto Martín Chris Wilkinson      | 7:6, 6:2      |
| Finalista     | 15. | 8 marca 1998         | Scottsdale    | Twarda          | David Wheaton      | Michael Tebbutt Cyril Suk           | 6:4, 1:6, 6:7 |